# Lubsza (województwo śląskie)

Nieoficjalny herb wsi Lubsza

Lubsza (niem. Lubschau) – wieś w Polsce położona w województwie śląskim, w powiecie lublinieckim, w gminie Woźniki.
W latach 1945–54 siedziba gminy Lubsza, a w 1973–76 gminy Psary. W latach 1954–1972 wieś należała i była siedzibą władz gromady Lubsza. W latach 1975–1998 miejscowość administracyjnie należała do województwa częstochowskiego.
Przez Lubszę przebiega Droga Wojewódzka nr 908 łącząca aglomerację górnośląską z Częstochową.

## Historia
Pierwsza wzmianka o Lubszy pochodzi z roku 1316 i wymienia ówczesnego dziedzica Magnusjusa de Lubsa. W skład majątku lubszeckiego wchodziły wszystkie sołectwa należące do gminy Woźniki, część obecnego miasta Kalety oraz wsie Starcza, Własna i Strzebiń. Miejscowość ta posiadała własny zamek na górze Grojec (który według legendy zapadł się pod ziemię). Jest to jedna z najstarszych miejscowości Górnego Śląska.
W Lubszy przez kilkadziesiąt lat mieszkał śląski działacz i pisarz Józef Lompa, który założył tam szkołę oraz pracował jako organista w lubszeckim kościele. Dziś przez Lubszę biegnie Szlak Józefa Lompy.
Od końca XVIII w. wieś posiadała własną pieczęć gminną, na której wizerunku umieszczono pług w lewo.
Przez miejscowość przebiegała linia kolejowa nr 197 łączącą Woźniki z magistralą węglową, która eksploatowana była do lat 90. XX wieku.

## Kościół pw. św. Jakuba

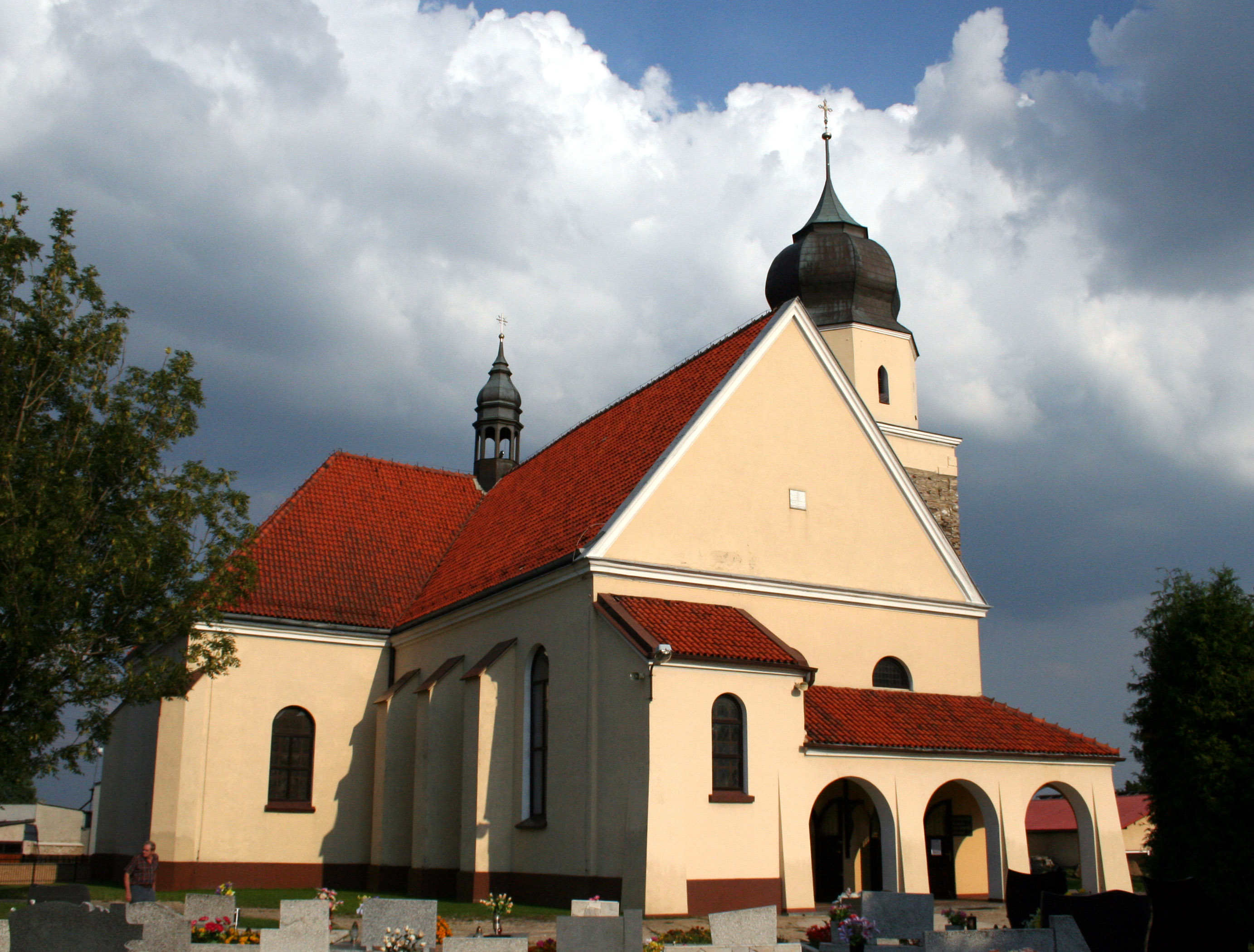
Kościół św. Jakuba Starszego Apostoła

W miejscowości znajduje się parafialny kościoła pw. św. Jakuba Starszego Apostoła z XIV wieku, przebudowywany wielokrotnie. Obecny wygląd zawdzięcza ostatniej wielkiej przebudowie w latach 30. XX wieku. 
Do kościoła, po wyburzeniu zbudowanej w 1829 r. kaplicy św. Antoniego, w 1930 r. dobudowano neogotycki kościół o neobarokowym wystroju wnętrza. Z tradycji ludowej wynika, że lubszecka świątynia miała być wybudowana tam gdzie dziś na Ślęskowym znajduje się kapliczka św. Krzyża.
Uważano również, że pierwotny kościół zamierzano postawić na Lubszeckiej Górze, tam gdzie według legendy miał na gruzach pogańskiej świątyni nauczać święty Wojciech. Najstarszą wzmianką o istnieniu tej świątyni jest zapis poboru świętopietrza z 1274 r., kiedy zanotowano, że Lubsza zapłaciła 3 grosze.
Lubsza była narażona na najazdy Tatarów przybyłych handlowym szlakiem krakowsko-wrocławskim w wyniku, których została zniszczona. Pożar kościółka nastąpił w trakcie wojny pomiędzy Władysławem Jagiełłą a Władysławem Opolczykiem w latach 1391–1396 lub też po 1425 roku, w czasie wojen husyckich na Górnym Śląsku.
W XVI wieku w wyniku Reformacji kościół z parafią stał się protestancki, by w wyniku Kontrreformacji znowu stać się katolickim.

## Inne obiekty znajdujące się w Lubszy
- plebania z XIX w.

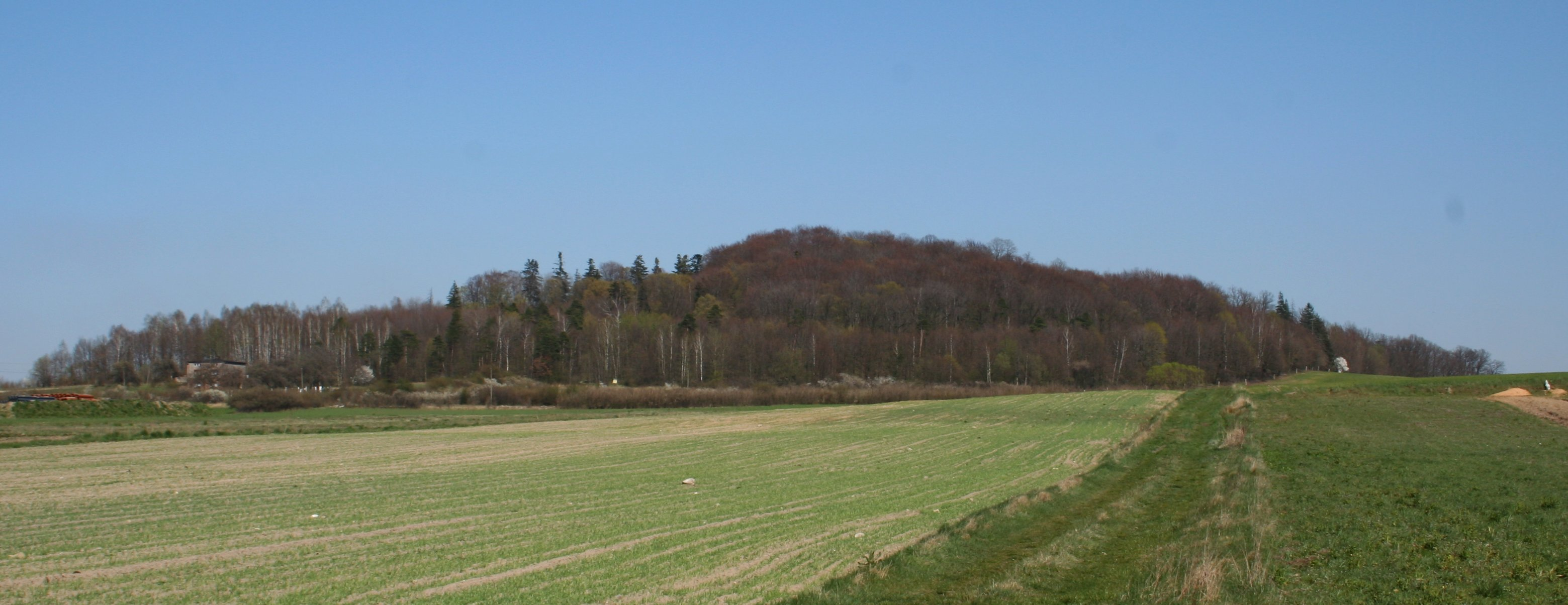
Góra Grojec w Lubszy

- dawna szkoła ludowa (organistówka) – miejsce, w którym żył i pracował Józef Lompa.
- pomnik Józefa Lompy przy starej szkole.
- ogród botaniczny przy szkole podstawowej.
- pomniki Chrystusa (1) i Matki Boskiej (2) przy kościele oraz cmentarzu z lat 30. XX wieku.
- kaplice: Jana Nepomucena XVIII w., Matki Boskiej Częstochowskiej XIX w., cmentarna pw. Zmartwychwstania Pańskiego XX w.
- rezerwat przyrody Góra Grojec

## Instytucje znajdujące się w miejscowości
- Szkoła Podstawowa im. Józefa Lompy
- Urząd Pocztowy
- Miejsko-gminna Biblioteka Publiczna
- Ochotnicza Straż Pożarna w Lubszy
- Parafia katolicka pw. św. Jakuba Starszego Apostoła
- Stowarzyszenie Miłośników Ziemi Lubszeckiej

## Sąsiednie miejscowości
- Kamienica
- Piasek
- Psary
- Woźniki (Ligota Woźnicka)